# Real megye
Real megye az Amerikai Egyesült Államokban, azon belül Texas államban található. Megyeszékhelye Leakey, legnagyobb városa Camp Wood. Lakosainak száma 2758 fő (2020. április 1.). Real megye Bandera, Edwards, Kerr és Uvalde megyékkel határos.

## Népesség
A megye népességének változása:
| Lakosok száma | 3319 | 3425 | 3371 | 3350 | 3307 | 2758 |
|               | 2010 | 2011 | 2012 | 2013 | 2015 | 2020 |